# Calathea lutea
Espèce
Classification phylogénétique
Synonymes
Selon Tropicos (26 août 2024)
- Calathea cachibou (Jacq.) Lindl. ex Horan.
- Calathea casupito (Jacq.) G. Mey.
- Calathea discolor G. Mey.
- Calathea magnifica C.V. Morton & Skutch
- Calathea marantina Koch
- Calathea marantina (Willd. ex Körn.) K. Koch
- Maranta cachibou Jacq.
- Maranta casupo Jacq.
- Maranta lutea Aubl. - Basionyme
- Maranta lutea Lam.

Selon GBIF (26 août 2024)
- Calathea cachibou (Jacq.) Lindl.
- Calathea cachibou (Jacq.) Lindl. ex Horan.
- Calathea discolor G.Mey.
- Calathea lutea (Aubl.) E.Mey.
- Calathea lutea (Aubl.) G.Mey.
- Calathea magnifica C.V.Morton & Skutch
- Maranta argentea W.Bull
- Maranta cachibou Jacq.
- Maranta casupo Jacq.
- Maranta disticha Buc'hoz
- Maranta lutea Aubl. - Basionyme
- Phrynium casupo (Jacq.) Roscoe
- Phrynium luteum (Aubl.) Sweet
- Phyllodes lutea (Aubl.) Kuntze

Selon World Checklist of Selected Plant Families (WCSP) (27 mars 2013) :
- Calathea cachibou (Jacq.) Lindl. ex Horan. (1862)
- Calathea discolor G.Mey. (1818)
- Calathea magnifica C.V.Morton & Skutch (1930)
- Maranta cachibou Jacq., (1806)
- Maranta lutea Aubl., Hist. Pl. Guiane 1: 4 (1775) - Basionyme
- Phrynium luteum (Aubl.) Sweet, (1830)
- Phyllodes lutea (Aubl.) Kuntze, (1891)

Calathea lutea, le Cachibou, est une espèce de plante herbacée du genre Calathea de la famille des Marantacées, originaire d’Amérique tropicale.
Calathea lutea fut décrite pour la première fois en 1775 sous le nom de Maranta lutea par Jean Baptiste Christian Fusée-Aublet dans son ouvrage “Histoire des plantes de la Guiane françoise rangées suivant la méthode sexuelle ». Il y faisait notamment référence au Manuscrit de Charles Plumier où celui-ci le nomme Bermudiana amplissimo cannacori folio .

## Statut
Calathea lutea a le statut d'espèce déterminante ZNIEFF en Guyane.

## Description
La première description officiellement reconnue en latin de Calathea lutea fut faite par les botanistes allemand et luxembourgeois Karl Koch & Jean Jules Linden dans l’édition de 1863 de “Wochenschrift des Vereines zur Beforderung des Gartenbaues in den Königlich Preussischen Staaten für Gärtnerei und Pflanzenkunde” .
L’Encyclopédie Méthodique Botanique de Lamarck nous en donne la description suivante :
«Nous ne citons ici cette plante que parce que Aublet l’ayant rapportée au genre Maranta, nous croyons devoir publier ce que Plumier nous a appris sur ses principaux caractères.
Sa racine, qui est arundinacée et fibreuse, pousse quatre ou cinq grandes feuilles droites, ovales-lancéolées, longues d’environ deux pieds sur un pied de largeur, membraneuses, sillonnées latéralement, d’un beau vert, chargées d’une nébulosité blanchâtre, et portées sur des pétioles de quatre ou cinq pieds de longueur, qui s’embrassent mutuellement à leur base.
Il naît au milieu de ces feuilles une tige droite, cylindrique, nue, lisse, sans nœud, roide, pleine de moelle, et qui s’élève quelquefois jusqu’à neuf ou dix pieds.
Cette tige porte à son sommet deux ou trois bractées lancéolées, et se termine par quelques épis ovales - coniques, denses, imbriqués d’écailles vaginales, membraneuses et rougeâtres. De l’aisselle de chaque écaille sort une fleur jaune petite, ayant un calice de trois folioles membraneuses, et une corolle divisée en trois parties.
Le pistil est blanchâtre, contourné en volute, et se change en un fruit come réticulé, long d’un demi - pouce, rouge, s’ouvrant du sommet à la base en trois valves, et contenant trois semences oblongues et blanchâtres.
Cette plante croît dans les lieux humides, aux Antilles et dans la Guiane. Les Caraïbes la nomment « Cachibou » ; ils se servent de ses tiges coupées en lanières pour faire des corbeilles et des paniers.»,

## Usage
Les feuilles peuvent être utilisées pour emballer les aliments. On peut également en faire de la cire.

## Protologue

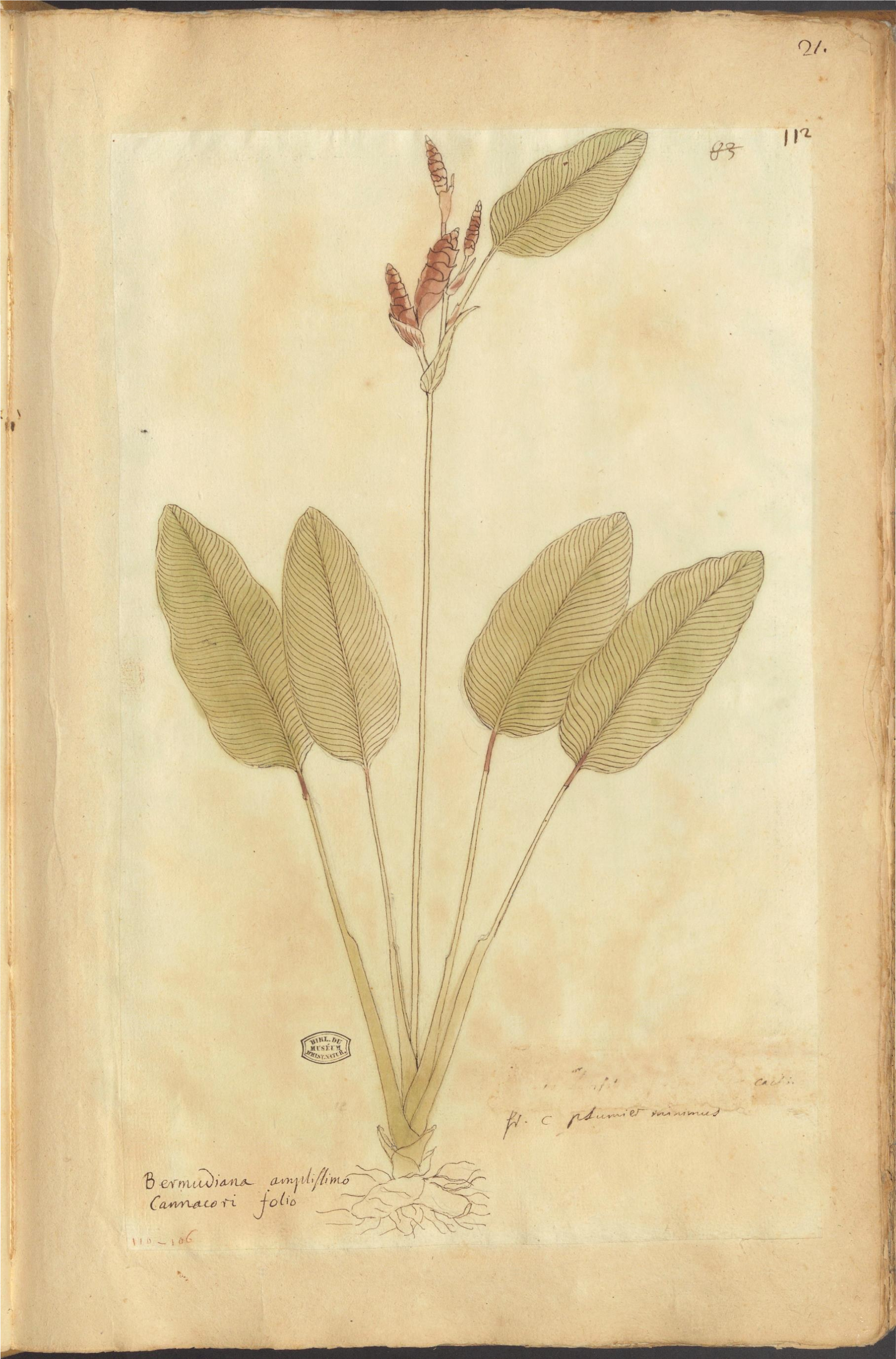
planche type originale manuscrite dessinée par Plumier dans la région des Caraïbes (1689–1697)
« Bermudiana ampliſſimo cannacori folio »

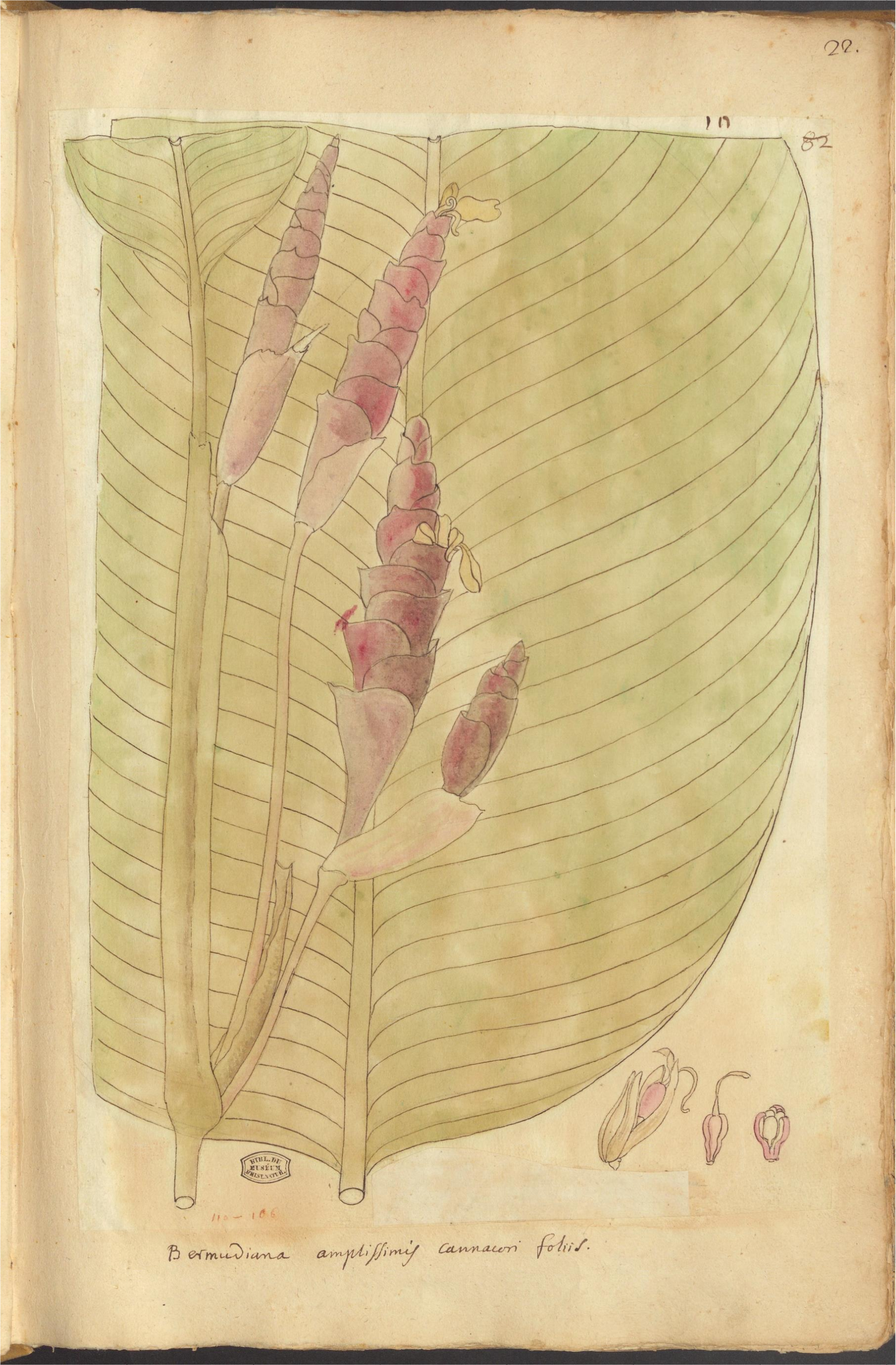
planche type originale manuscrite dessinée par Plumier dans la région des Caraïbes (1689–1697)
« Bermudiana ampliſſimo cannacori folio »

Cette espèce a été initialement décrite par Plumier dans la région des Caraïbes au XVIIe.
En 1775, le botaniste Aublet valide cette espèce en la citant dans la diagnose suivante : 

« 5. MARANTA (lutea) ampliſſimo folio.
Bermudiana ampliſſimo cannacori folio. Plum. Mſſ. 5. t. 21 & 22.
Les Indiens ſe fervent des tiges de cette plante coupées en lanières pour faire des corbeilles & des paniers. »

— Fusée-Aublet, 1775.